# The Vienna Review
The Vienna Review (vormals Jugendstil) wurde 2006 von der amerikanischen Journalistin Dardis McNamee gegründet. Anfangs war The Vienna Review eine Studentenzeitung der Webster University Vienna. The Vienna Review war damals die einzige englischsprachige Zeitung Wiens. Zielgruppe waren die englischsprachige Gesellschaft in Österreich und Zentraleuropa, Expats und Touristen.

## Inhalte
Mit Beiträgen von Journalisten und Akademikern sowie Studenten und Absolventen der Webster University Vienna mit weltweiter Abstammung enthielt The Vienna Review Artikel für und über die gesamte internationale Gemeinschaft. Mit hohem Anteil von Jungjournalisten aus Zentral- und Osteuropa gab das Blatt dem Leser dadurch eine neue Perspektive auf und einen Einblick in die europäische Identität, die immer noch im Prozess des Formens ist.
Die Zeitung war Mitglied von Project Syndicate, einem Syndizierungs-Service mit Sitz in Prag.

## Vertrieb
The Vienna Review wurde von der Gründung im Jahr 2006 bis Ende 2013 monatlich publiziert und über Abonnements sowie 100 Verkaufsstellen in Wien und größeren Städten Österreichs vertrieben. Die monatliche Auflage betrug ungefähr 10.000 Stück. 2011 übernahm der Falter Verlag die Veröffentlichung. Die Zeitung war sowohl in einer Printversion als auch online verfügbar. Es lagen auch Exemplare in Wiener Cafés und Hotels auf. Die Produktion des Magazins wurde im Januar 2014 eingestellt. Das Redaktionsteam gründete ein neues Magazin namens Metropole – Vienna in English, herausgegeben vom Verlag Home Town Media GmbH, der im Oktober 2015 gegründet wurde.